# 價值判斷
價值判断是以倫理學判断某人某物是否屬於不正当，或某人某物的基礎效用、比较或其它相关性作为概括，價值判断可以指的是基于特定價值觀或特定價值的判断。价值判断的相关含义是基于有限信息的权宜之计，这是因为必须在短时间内做出决定而进行的评估。

## 说明
价值判断一词可以客观地用来表示任何暗示执行某项行为的义务的禁令，其中隐含涉及“应当”一词。它既可以是积极的含义，表示必须根据价值体系做出判断；也可以是贬义的含义，它是通过个人的想法而不是客观思想或证据做出的判断。 
从积极的意义上來說，进行价值判断是一种谨慎考虑的建议，应避免心血来潮和浮躁，寻求与自己更深层信念相一致的证据，并保持客观、可驗證、公开和共识性的证据來表達意见。
就其贬义而言，价值判断一词意味着结论是孤立的，单方面的，而不是客观的与基于审议、平衡和公共证据的相反判断。
价值判断还可以是基于手头信息进行的评估，该判断被认为是不完整和不断发展的。例如，关于是否发动军事进攻或紧急医疗程序的价值判断。 在这种情况下，判断的质量通常不高，因为這些信息通常是紧急情况下進行的判斷，缺乏時間進行審慎得出结果，因此是不完整的。
最常见的价值判断是指个人的意见。当然，个人的意见在一定程度上取决于他们的信仰体系和他们所属于的文化。因此，“价值判断”可從一个价值体系方式看待，但又可以从另一种角度看待的声明。从概念上來說，这一定义可与“文化相对論”和「道德相對主義」相关。在特定价值体系内形成的价值判断可能是狭義的，并且可能在更广泛的受众中引起争议。

### 价值中立
价值中立是一个相关的形容词，暗示与价值体系的独立性。当对象置于某种社会环境中时，既不是好事也不是坏事，既没有用处也没有用处，既不重要也不陈腐，這可被认为是价值中立。
数学家戈弗雷·哈罗德·哈代一句名言表明他如何把数学的“价值中立”置于特定的社会环境中： 
A science is said to be useful if its development tends to accentuate the existing inequalities of wealth, or more directly promotes the destruction of human life.
 — Godfrey Harold Hardy in A Mathematician's Apology (1941)

如果某项物品的效用或重要性或多或少是不言而喻的，则该物品可能與价值无关。例如，氧气是支持着所有人類的生活。

## 价值判断及其背景
有些人认为，真正的客观性是不可能的，即使是最严格的理性分析，在分析過程中仍然要建立在价值观的基础上。因此，所有结论都必然是价值判断。 
例如，科学的“真相”被认为是客观的，但這種客觀只是暂时性，而且真相可能会隨著時間流逝而改变。此外，科学观点亦只是一种严格评估和广泛共识在社会构建主義的价值判断。

## 參看
- 價值觀
- 主觀
- 客觀